# أنجليكا أباشكينا
أنجليكا أباشكينا (الروسية: Анжелика Абашкина ؛ ولدت في 26 يناير 2000) راقصة روسية فرنسية على الجليد. تتزلج مع بافيل دروزد لروسيا وايضاً مع شريكها السابق في التزلج لويس ثورون ، مثلت فرنسا في أربع بطولات عالمية للناشئين ، وانتهت ضمن المراكز العشرة الأولى في ثلاث نسخ (2015-2017)، في يوليو 2018 ، بدأ ألكسندر زولين تدريب الشراكة الجديدة بين أنجليك أباتشينا والروسي بافيل دروز ، لكن المتزلجين افترقوا بعد أن علموا أن الاتحاد الفرنسي لن يطلق سراحها للمنافسة على روسيا. في 20 أكتوبر 2018 ، قررت اعتزال التزلج التنافسي. لم تنته بعد في عام 2021 بعد أن قرر الاتحاد الفرنسي تلبية طلبها للعودة إلى روسيا ، وجددت شراكتها مع دروزد ، التي يدربها زولين.